# Вулиця Георгія Нарбута (Київ)
Ву́лиця Гео́ргія На́рбута — вулиця в Подільському районі міста Києва, місцевості Біличе поле, Липинка. Пролягає від вулиці Сергія Данченка (двічі, утворюючи півколо). Фактично вулиця являє собою безіменний міжбудинковий проїзд, усі будинки на ній мають адреси по вулиці Сергія Данченка.

## Історія
Вулиця виникла у 2011–2012 роках під назвою Проектна 3. Сучасна назва — з 2012 року, на честь українського художника Георгія Нарбута.
До 1980-х років у Києві також існувала вулиця Георгія Нарбута у селищі Біличі. З 2023 року його ім'ям названо проспект у Дніпровському районі міста.